# The Cleveland Show
The Cleveland Show is een Amerikaanse animatieserie, die oorspronkelijk werd uitgezonden van 2009 tot 2013. Het is een spin-off van de populaire serie Family Guy, ontworpen en bedacht door dezelfde makers die ook American Dad! ontwikkelden.
De serie werd vanaf 27 september 2009 uitgezonden op Fox en vanaf 12 september 2010 ook op Comedy Central in Nederland. Nog voor de eerste aflevering was uitgezonden, bestelde Fox al een tweede seizoen van 13 afleveringen.

## Verhaal
De serie richt zich vooral op een van de personages uit de beroemde televisieserie Family Guy, Cleveland Brown en zijn familie. Toen hij op de middelbare school zat, werd Cleveland verliefd op de mooie Donna, en het wederzijdse leek waar. Helaas werd Donna verleid en trouwde met de stoere jongen van school: Robert. Een paar jaar later verlaat Cleveland, in de hoop zijn leven een andere wending te geven na zijn scheiding, de stad Quahog en wordt hij herenigd met Donna in Stoolbend, Virginia. De laatste, onlangs gescheiden, en Cleveland worden al snel weer verliefd en vormen zo een gemengd gezin met hun respectievelijke kinderen - Roberta, Rallo en Cleveland Junior. De buren van de Browns zijn Tim en Arianna, een paar pratende beren, Holt, een vrijgezel die bij zijn moeder woont, en Lester en Kendra, een familie van rednecks.

## Personages
- Cleveland Brown sr. (gesproken door Mike Henry) is een 45-jarige zwarte Amerikaan die aan het begin van de serie gaat scheiden van zijn vrouw Loretta en met zijn 14-jarige zoon Cleveland jr. verhuist naar zijn geboortestreek Stoolbend in het zuiden. Hij trekt in bij zijn jeugdliefde Donna Tubbs die ook gescheiden is en twee kinderen heeft; de 16-jarige Roberta en de 5-jarige Rallo. In het begin moesten de kinderen wennen aan hun stiefvader en stiefbroer. Cleveland is een rustige man die altijd beleefd is tegen anderen. Hij kampt met overgewicht en zit ermee dat zijn veertienjarige zoon zo'n braaf doetje is.
- Donna Tubbs (gesproken door Sanaa Lathan) is de 44-jarige tweede vrouw van Cleveland Brown. Ze is ook zijn jeugdliefde. Ze werkt als secretaresse van het schoolhoofd. Ze is in tegenstelling tot Cleveland een driftkop en kan maar moeilijk vrienden maken. Ze heeft een tienerdochter en een zoon dat nog op de kleuterschool is.
- Cleveland Brown jr. (gesproken door Kevin Michael Richardson)is de 14-jarige zoon van Cleveland sr. Hij is een jongen die kampt met ernstig overwicht en komt bij anderen over als een doetje of een brave hendrik. Cleveland schaamt zich soms voor hem, wat hun relatie soms in gevaar brengt. Cleveland is bevriend met de 17-jarige Ernie Krinklesac, het neefje van Lester en Kendra. Ondanks dat Cleveland overkomt als een doetje, is hij erg sterk. Sterker dan zijn vader.
- Roberta Tubbs is de 16-jarige stiefdochter van Cleveland en dochter van Donna. Ze vindt haar uiterlijk heel belangrijk en is zoals veel tieners rebels. Ze heeft een blank vriendje, hoewel dit taboe is in haar omgeving.
- Rallo Tubbs (gesproken door Mike Henry) is de brutale 5-jarige stiefzoon van Cleveland. Hij aarzelt nooit om anderen te beledigen. Hij doet zich stoer voor, maar heeft een klein hartje. Hij is bevriend met de bejaarde Murray die hij ooit redde uit handen van een geldwolvin. Rallo is racistisch tegenover blanken.
- Lester Krinklesac (gesproken door Kevin Michael Richardson) is de blanke buurman van Cleveland en een typische boerenkinkel uit het zuiden. Hij en Cleveland kunnen des ondanks goed met elkaar opschieten, hoewel hun rasverschillen soms de kop opsteken. Hij is getrouwd met Kendra, een vrouw van 217 kilo, die zich voortbeweegt op een kleine scooter.
- Holt Richter (gesproken door Jason Sudeikis) is een volwassen man van geringe lengte waardoor hij soms per abuis voor een kind wordt aangehouden. Hij woont nog bij zijn moeder in. Hij werkt als persoonlijke trainer in de plaatselijke fitnessclub en heeft als hobby midgetgolfen. Verder is hij een echte rokkenjager en heeft hij ook een opblaaspop die hij Kimi noemt. Hij heeft een vader die generaal is in het leger.
- Tim Bear (gesproken door Seth MacFarlane van seizoen 1-3 en Jess Harnell van seizoen 3-4) is een pratende grizzlybeer die in Stoolbend woont met zijn vrouw Arianna die ook een beer is. Hij praat met een Oost-Europees accent en heeft een zoon Raymond die een drugsprobleem heeft. Hij heeft stiekem een oogje op Donna.
- Directeur Wally Farquhar (gesproken door Will Forte) is het hoofd van de middelbare school van Stoolbend. Hij heeft een hekel aan Cleveland Brown omdat hij hem vroeger op de middelbare school in 1984 vernederde toen hij in zijn broek had geplast, nadat Cleveland hem wilde tegenhouden toen hij aan de schoolleiding wilde klikken dat Cleveland in de pauze bier stond te drinken. Als wraak probeert hij het aan te pappen met Cleveland jr. om hem tegen zijn vader op te hitsen.
- Coach Charles McFall (gesproken door Mike Henry) was de trainer van de schoolhonkbalploeg waar Cleveland en Terry in mee speelden in de jaren tachtig. Hij heeft een groot gapende wond aan zijn rechterwang zitten als gevolg van te veel pruimtabak. Tegenwoordig is hij de conciërge van de school.
- Gabriel Friedman alias Federline Jones (gesproken door Jamie Kennedy) is het blanke vriendje van Roberta waar Cleveland om racistische redenen moeite mee heeft. Hij is een groot liefhebber van hiphop.
- Lloyd Watterman (gesproken door Bruce McGill) is de werkgever van Cleveland Brown, Tim Bear en Terry Kimple. Hij is ongelukkig getrouwd met zijn vrouw.
- Gus (gesproken door David Lynch) is de eigenaar van de Broken Stool, de plaatselijke kroeg van Stoolbend. Hij heeft er geen bezwaar tegen om kinderarbeid te exploiteren, want hij nam Cleveland jr. aan als ober. Naar eigen zeggen is hij 117 jaar oud.
- Murray (gesproken door Carl Reiner) is een bejaarde joodse man in een rusthuis die bevriend is met Rallo. In het begin haatte hij het om in een rusthuis te zitten en wilde hij bij Rallo blijven, ondanks dat het zijn leven kon kosten.